# Brucknerallee 91 (Mönchengladbach)

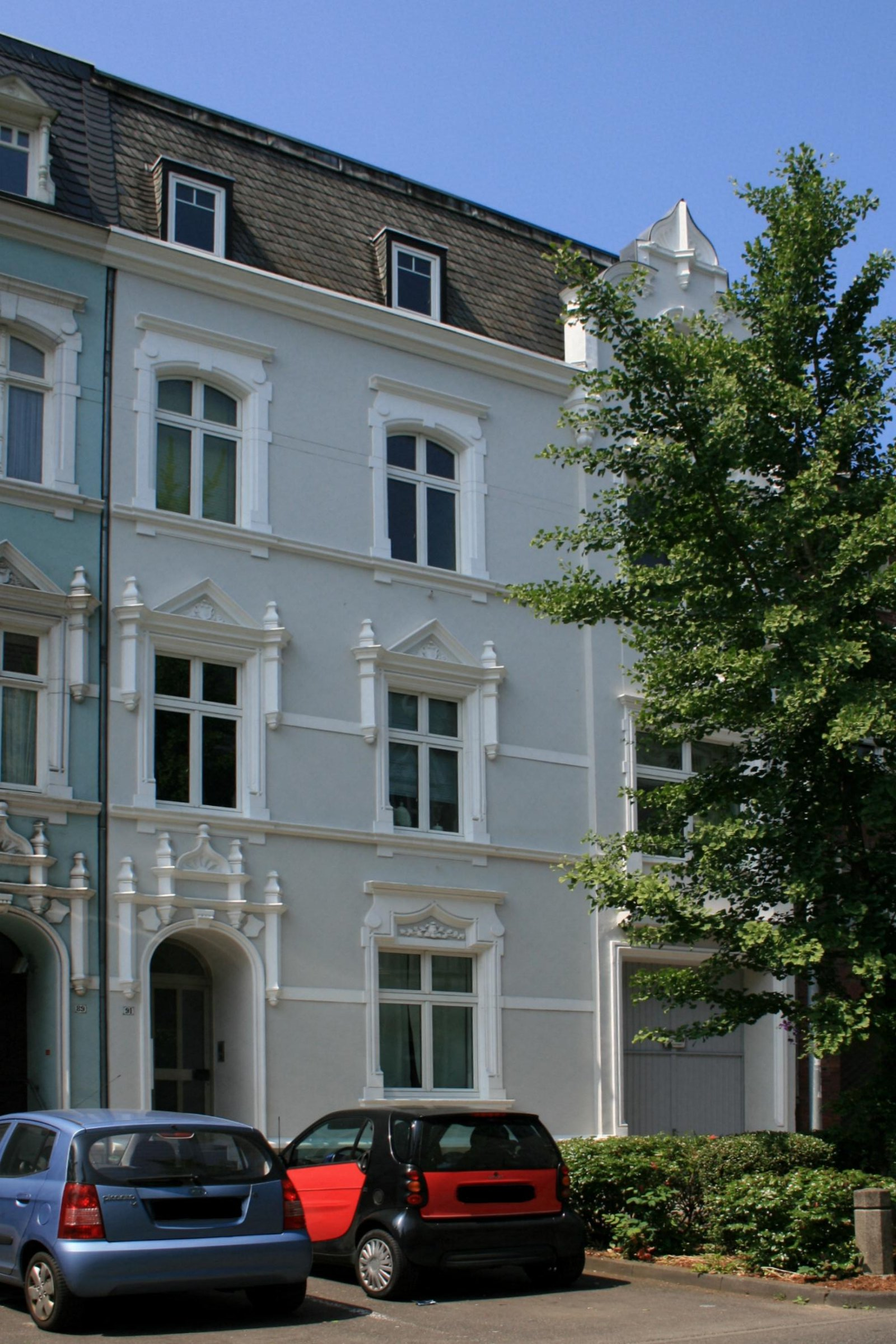
Wohnhaus (2010)

Das Wohnhaus Brucknerallee 91 steht im Stadtteil Rheydt in Mönchengladbach (Nordrhein-Westfalen).
Das Haus wurde um 1890 erbaut. Es ist unter Nr. B 028 am 24. September 1985 in die Denkmalliste der Stadt Mönchengladbach eingetragen worden.

## Architektur
Das Haus Nr. 91 ist die linke Hälfte eines Doppelhauses in der Brucknerallee in Rheydt. Das dreigeschossige Objekt ist ein über niedrigem Kellersockel errichtetes Mietwohnhaus mit drei Fensterachsen und ausgebauter Dachmansarde. Die Fassade ist in gotisierender Stuckfassade errichtet. Die Dachflächen sind mit Schiefer gedeckt. Zusammen mit Haus Nr. 89 ist das Gebäude als charakteristisches Beispiel eines Doppelhauses der Jahrhundertwende erhaltenswert.